# Per Christensen
Per Christensen, född 18 juli 1934, död 26 augusti 2009, var en norsk skådespelare. 

## Filmografi (urval)
- 1951 – Flukten fra Dakar
- 1952 – Vi vil skilles
- 1955 – Bedre enn sitt rykte
- 1957 – Slalåm under himmelen
- 1958 – Människor på flykt
- 1959 – Støv på hjernen
- 1960 – Det store varpet
- 1961 – Strandhugg
- 1962 – Tonny
- 1974 – Den siste Fleksnes
- 1992 – Krigarens hjärta
- 1995 – Fleksnes fataliteter (TV-serie)
- 1996 – Hamsun
- 1998 – Anonym
- 1999 – Hem till byn (TV-serie)
- 2001 – Hotel Cæsar (TV-serie)
- 2001 – Elling
- 2005 –  Elsk meg i morgen

## Teater

### Roller
| År   | Roll | Produktion                                  | Regi           | Teater        |
| ---- | ---- | ------------------------------------------- | -------------- | ------------- |
| 1954 |      | Oh, mein Papa (Das Feuerwerk) Paul Burkhard | Lars Barringer | Stora Teatern |